# Heinrich Hörlein

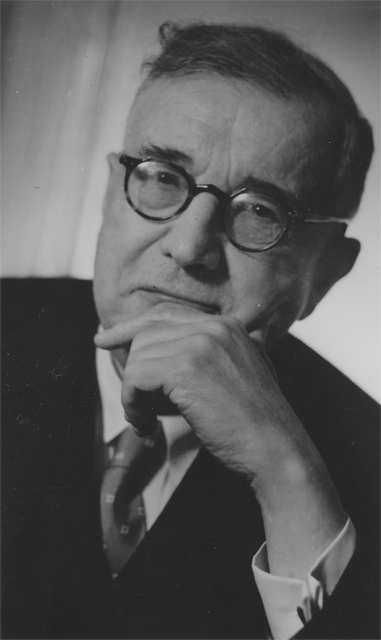
Heinrich Hörlein (1953)

Philipp Heinrich Hörlein (* 5. Juni 1882 in Wendelsheim in Rheinhessen; † 23. Mai 1954 in Wuppertal) war ein deutscher Chemiker, Unternehmer, Hochschullehrer und Wehrwirtschaftsführer während der Zeit des Nationalsozialismus. Er entwickelte das 1916 eingeführte Medikament Luminal.

## Leben und Wirken

### Bayer
(Philipp) Heinrich Hörlein war der Sohn des Landwirts Heinrich Hörlein und dessen Frau Philippina (geborene Dürk). 1900 begann er ein Studium der Chemie an der Universität Darmstadt. 1902 wechselte er an die Friedrich-Schiller-Universität Jena, wo er im folgenden Jahr bei Ludwig Knorr promoviert wurde. In den folgenden Jahren war er wissenschaftlicher Mitarbeiter bei Knorr, bis er 1909 zu Bayer ins wissenschaftliche Labor wechselte, dessen Leitung er bereits 1911 übernahm. In dieser Position gelang ihm die Entwicklung des Schlafmittels Phenobarbital (Handelsname Luminal), das zwischen 1912 und 1916 eingeführt noch heute eine wichtige Rolle in der Therapie der Epilepsie spielt. 1914 erhielt er Prokura, wurde stellvertretender Direktor und schließlich stellvertretendes Vorstandsmitglied bei Bayer.
Als Leiter der pharmazeutischen Forschung bei Bayer stellte er Gerhard Domagk ein, um in Wuppertal-Elberfeld ein neues Forschungsgebiet – die experimentelle Pathologie und Bakteriologie – zu etablieren. Sie waren beide davon überzeugt, bakterielle Krankheiten chemisch bekämpfen zu können. Für seine Arbeiten in diesem Bereich bekam Domagk 1939 den Nobelpreis verliehen. Zuvor lehrte er bereits an der Universität Jena.
Hörlein, dem 1926 der Titel eines Ehrendoktors durch die Ludwig-Maximilians-Universität München verliehen wurde, wurde 1932 Honorarprofessor in Düsseldorf. Er trat zum 1. Mai 1933 der NSDAP bei (Mitgliedsnummer 3.478.725). Im Jahr 1934 wurde er zum Mitglied der Leopoldina gewählt.

### I.G. Farben und Zeit des Nationalsozialismus
Nach Gründung der I.G. Farben wurde Hörlein dort 1926 zunächst stellvertretendes und ab 1931 ordentliches Vorstandsmitglied. 1933 wurde er in den Zentralausschuss des Vorstandes aufgenommen und zum stellvertretenden Leiter der Sparte II der IG Farben ernannt. Er war Direktor des I.G.-Farben-Werks in Wuppertal-Elberfeld, wo er bei der Entwicklung von Tabun, Sarin und Soman beteiligt war. Er war Aufsichtsratsvorsitzender der Behringwerke Marburg und der Deutschen Gesellschaft für Schädlingsbekämpfung (Degesch). Im Oktober 1939 nahm er an einer Besprechung zur Giftgasproduktion im Heereswaffenamt teil und fungierte ab 1941 als Wehrwirtschaftsführer.

### Funktionen in wissenschaftlichen Gesellschaften
Von 1936 bis 1945 amtierte Hörlein als Vizepräsident und Schatzmeister der Deutschen Chemischen Gesellschaft. In dieser Funktion war er maßgeblich an der Entlassung jüdischer Mitglieder der Gesellschaft beteiligt. Im Jahr 1935 wurde er Vorsitzender der Justus-Liebig-Gesellschaft zur Förderung des chemischen Unterrichts und stellvertretender Schatzmeister der Friedrich-Althoff-Gesellschaft zur Förderung der chemisch-pharmazeutischen Literatur. In der Kaiser-Wilhelm-Gesellschaft übernahm er 1937 das Amt des Schatzmeisters, war Mitglied des Verwaltungsausschusses des Kaiser-Wilhelm-Instituts für Chemie und der dieses Institut finanzierenden Emil-Fischer-Gesellschaft zur Förderung der chemischen Forschung. Ab 1939 war er Senator der Kaiser-Wilhelm-Gesellschaft.

### Nachkriegszeit

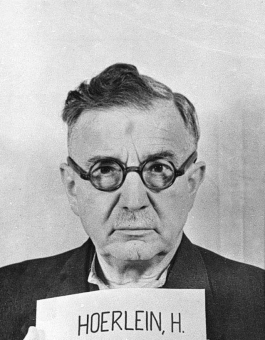
Hörlein während des I.G.-Farben-Prozesses, 1948

Nach seiner am 16. August 1945 erfolgten Festnahme durch Angehörige der US-Army wurde er im I.G.-Farben-Prozess am 30. Juli 1948 in allen Anklagepunkten freigesprochen. Nach der Anklageerhebung legte sein Verteidiger Fritz Sauter aus Protest gegen die generalstabsmäßige Planung der Verteidigung durch die in dem Prozess aktiven Anwälte seine Mandate im Prozess – er war auch Verteidiger von Carl Lautenschläger – nieder. Ab 26. Mai 1947 übernahm Otto Nelte die Verteidigung von Hörlein.
Hörlein wurde anschließend erneut Leiter des Elberfelder Werkes. Im Jahr 1952 wurde er Aufsichtsratsvorsitzender der Farbenfabriken Bayer und Senator bei der Max-Planck-Gesellschaft. Im Jahr 1954 wurde er Honorarprofessor an der Medizinischen Akademie Düsseldorf. Im Mai desselben Jahres verstarb er in Wuppertal. Seine Frau Marie Hörlein stiftete 1958 erstmals den mit 5.000 Euro dotierten Hörlein-Preis, der für größere wissenschaftliche Arbeiten im Bereich der Humanmedizin bestimmt ist.

## Ehrungen
- 1926: Ehrendoktor der Ludwig-Maximilians-Universität München
- 1934: Mitglied der Leopoldina
- 1952: Ehrendoktor der TH Darmstadt
- 1955: Die Stadt Leverkusen benannte eine Straße nach ihm.[11]